# Joseph-Marie-Anne Gros de Besplas
Joseph-Marie-Anne Gros de Besplas (* 13. Oktober 1734 in Castelnaudary; † 18. August 1783) war ein französischer  römisch-katholischer Theologe und Gefängnisseelsorger.

## Leben
Er studierte an der Sorbonne und wurde Seminarist in Saint-Sulpice. Dort wurde er zum Priester geweiht. Sein erstes Buch (Le rituel) wurde für Freidenker angesichts ihres Todes verfasst. 1762 war er Generalvikar von Besançon. Er war regelmäßig als Priester im Einsatz in Spitälern und Gefängnissen. 1777, bei einer Predigt vor König Ludwig XVI. über das Letzte Abendmahl Jesu, erwähnte er die Missstände in Frankreichs Gefängnissen und erreichte eine Verbesserung für manche Insassen. Die Predigt wurde 1778, in der Predigtsammlung Essai sur l’éloquence de la chaire veröffentlicht. Er predigte auch über Bernhard von Clairvaux.

## Werke
- Le rituel des esprits-forts, ou, le voyage de L’outre-monde (1759).
- De l’utilité des voyages (1762).
- Des causes du bonheur public (1768).
- Essai sur l’éloquence de la chaire (1778).